# Walter Jeklin
Walter Jeklin, né le 27 septembre 1969, à Ljubljana, en République fédérative socialiste de Yougoslavie, est un ancien joueur de basket-ball slovène. Il évolue au poste de meneur. 

## Palmarès
- Coupe de Slovénie 1995